# José Barros Moura
José Aurélio da Silva Barros Moura (Porto, 8 de outubro de 1944 — Lisboa, 25 de março de 2003) foi um político português.

## Biografia
Iniciou a atividade política nas lutas académicas, em 1962, o que lhe valeu ser expulso da Faculdade de Direito da Universidade de Lisboa. Licenciou-se em Coimbra, onde entretanto voltou a envolver-se, como dirigente da Associação Académica de Coimbra, na luta académica de 1969, já como militante do PCP, representante da Comissão Nacional dos Estudantes Portugueses e controleiro da facção comunista do movimento estudantil de Coimbra, tendo sido líder do grupo informal por conhecido por IBM (Intelligentsia Barros Moura). Mais tarde obteve o mestrado em Ciências Jurídicas pela Faculdade de Direito da Universidade de Lisboa.
Incorporado compulsivamente nas fileiras do exército português, foi enviado para a Guiné, a pior frente de combate na Guerra Colonial, onde privou com António de Spínola e outros dirigentes do Movimento das Forças Armadas, envolvendo-se na conspiração que levaria à Revolução de 25 de Abril de 1974. Foi diretor do Instituto do Trabalho, Previdência e Ação Social da Guiné (1974) e diretor-geral das Relações Coletivas de Trabalho do Ministério do Trabalho (1975), sendo posteriormente coordenador e técnico do Gabinete de Estudos do Ministério do Trabalho. Entre 1975 e 1976, foi membro da equipa do secretário de Estado do Trabalho dos I, II, III, IV e V Governos Provisórios, Carlos Carvalhas, e também consultor jurídico da CGTP.
Em 1987, foi eleito deputado do PCP ao Parlamento Europeu, sendo reeleito em 1989. Em 1991, após 27 anos de militância, foi expulso do PCP, juntamente com Mário Lino e Raimundo Narciso, por ter manifestado ser contra o apoio do Comité Central do PCP à tentativa de golpe de Estado na União Soviética em 1991. Abandonou assim o Parlamento Europeu. Adere então à Plataforma de Esquerda, grupo formado por dissidentes comunistas e integrado, entre outros, por Miguel Portas, Joaquim Pina Moura, Daniel Oliveira e José Magalhães. Em 1994, foi então novamente eleito deputado ao Parlamento Europeu, como independente nas listas do PS. Em 1999 adere ao PS, de que já era deputado independente eleito para o Parlamento Europeu. Foi eleito deputado à Assembleia da República nas eleições legislativas de 1999 (VIII Legislatura) e 2002 (IX Legislatura), tendo sido vice-presidente da bancada parlamentar socialista.
Foi também presidente da Assembleia Municipal de Felgueiras, cargo que abandonou por discordar do estilo de gestão imprimido pela presidente do município, Fátima Felgueiras.
Entre 1988 e 2003 exerceu funções docentes na Universidade Autónoma de Lisboa (Departamento de Direito).
Morreu a 25 de março de 2003, no Hospital de Santa Maria, em Lisboa.
A 26 de janeiro de 2023, foi agraciado, a título póstumo, com o grau de Grande-Oficial da Ordem da Liberdade.